# Trận lụt bia Luân Đôn

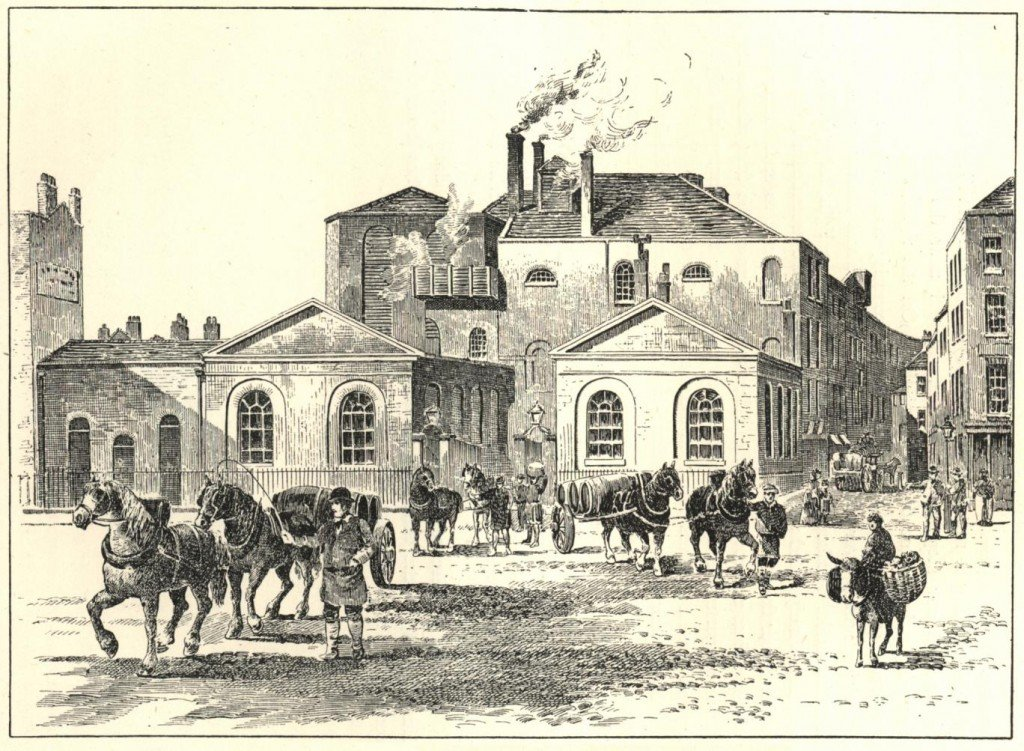
Nhà máy bia Horse Shoe, Luân Đôn vào khoảng những năm 1800

Trận lụt bia Luân Đôn là một tai nạn xảy ra tại nhà máy bia Horse Shoe thuộc công ty Meux & Co, Luân Đôn vào ngày 17 tháng 10 năm 1814. Sự việc bắt đầu khi một trong những thùng gỗ cao 22 foot (6,7 m) đựng bia porter lên men nổ tung. Áp lực của chất lỏng thoát ra làm bật van bình chứa khác, tạo nên vụ nổ và phá hủy một số thùng bia lớn: tổng cộng có khoảng từ 128.000 đến 323.000 gallon Anh (tương đương 580.000–1.470.000 L; 154.000–388.000 gal Mỹ) bia đã bị tràn ra ngoài.
Kết quả của sự cố này là một làn sóng bia porter lớn làm đổ sập bức tường phía sau nhà máy bia và chảy vào một khu vực nhà ổ chuột tại St Giles. Tám người đã thiệt mạng trong trận lụt, và năm người trong số họ là những người đưa tang trong nghi thức canh người chết tổ chức bởi gia đình Ireland cho một cậu bé hai tuổi. Một cuộc điều tra về nguyên nhân cái chết sau đó đưa ra phán quyết rằng tám nạn nhân trên mất mạng "một cách tình cờ, vô tình và bất hạnh". Nhà máy bia cũng gần như bị phá sản bởi sự kiện này; tuy nhiên vẫn tránh được sự sụp đổ sau khi được hoàn trả số tiền từ thuế tiêu thụ đặc biệt. Ngành công nghiệp sản xuất bia đã dần ngưng sử dụng các thùng gỗ lớn sau vụ tai nạn. Nhà máy bia được chuyển đi vào năm 1921, và Nhà hát Dominion hiện là nơi nhà máy từng hoạt động.

## Bối cảnh

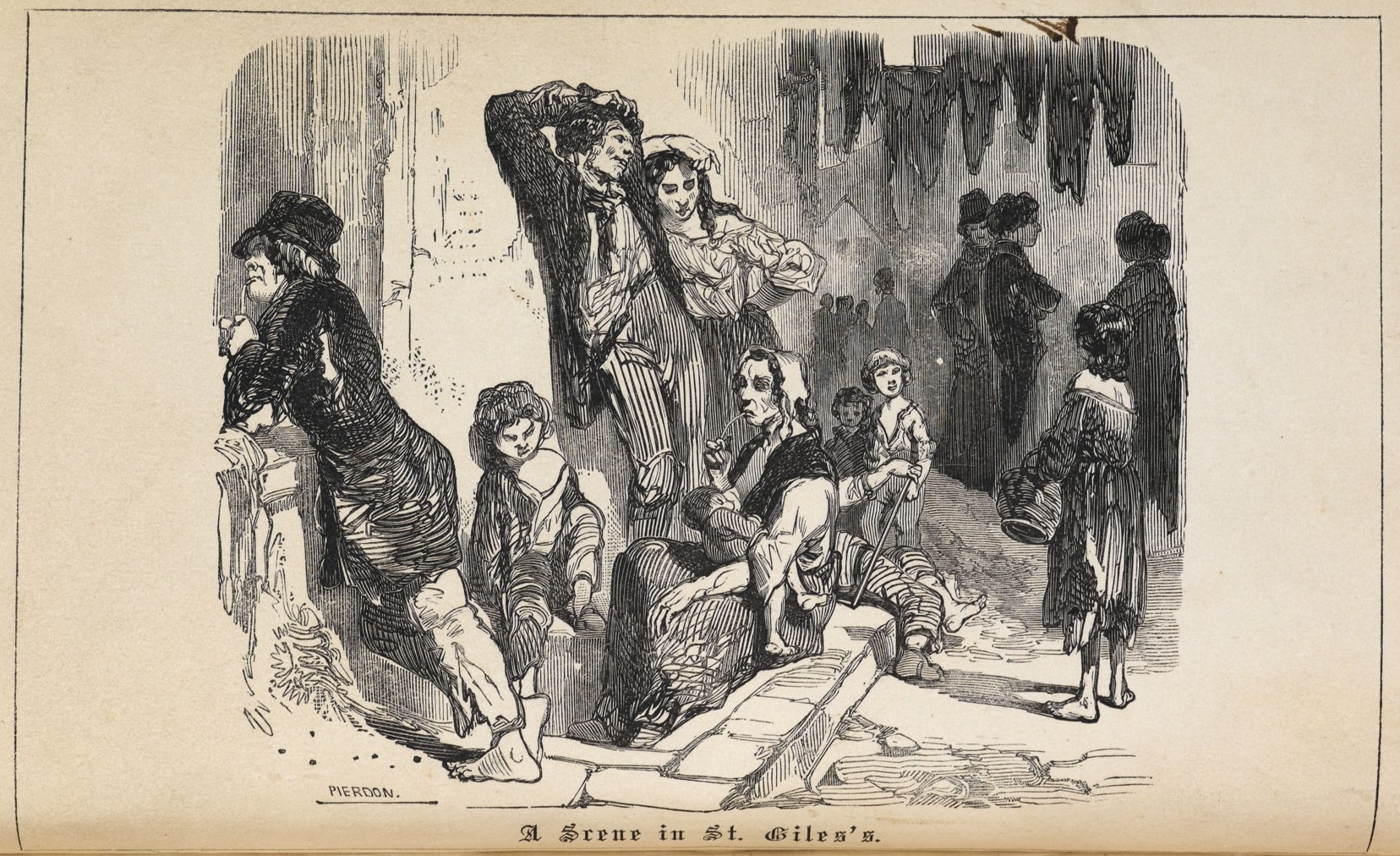
"A Scene in St Giles's", bức vẽ miêu tả khu ổ chuột tại St Giles vào khoảng năm 1850

Vào đầu thế kỷ 19, nhà máy bia Meux là một trong hai nhà máy bia lớn nhất ở Luân Đôn, cùng với Whitbread. Năm 1809, Henry Meux đã mua lại nhà máy bia Horse Shoe ở ngã ba đường Tottenham Court và phố Oxford. Cha của Meux, Richard Meux, trước đây từng đồng sở hữu nhà máy bia Griffin ở phố Liquor-Pond (nay là đường Clerkenwell), và ông xây dựng tại đây một thùng gỗ lớn nhất Luân Đôn, có khả năng chứa 20.000 thùng Anh.
Henry Meux sau đó đã mô phỏng lại công trình của cha mình, đóng một thùng gỗ tương tự cao 22 foot (6,7 m) và có khả năng chứa 18.000 thùng Anh. Các vòng sắt tổng cộng nặng 80 tấn Anh (81 t) đã được sử dụng để gia cố thùng. Meux chỉ pha chế porter, một loại bia đen có nguồn gốc từ Luân Đôn và là thức uống có cồn phổ biến nhất ở thủ đô. Meux & Co đã ủ 102.493 thùng Anh trong vòng mười hai tháng tính đến tháng 7 năm 1812. Bia porter được đựng trong các thùng chứa lớn và ủ trong vài tháng hoặc một năm để đạt chất lượng tốt nhất.
Ở phía sau nhà máy bia có một con phố cụt tên New Street, nối với phố Dyott; phố này nằm trong khu nhà ổ chuột ở St Giles. Theo giáo sư văn học người Ireland Richard Kirkland, khu ổ chuột, có diện tích 8 mẫu Anh (3,2 ha), "là một khu ổ chuột vĩnh viễn mục nát dường như luôn bên bờ vực của sự sụp đổ kinh tế và xã hội". Thomas Beames, nhà thuyết giáo của khu giáo xứ dân sự Westminster St James và là tác giả cuốn sách xuất bản năm 1852 The Rookeries of London: Past, Present and Prospective, đã mô tả khu xóm nghèo ở St Giles là "một điểm hẹn của những thành phần cặn bã xã hội"; khu nhà này cũng là nguồn cảm hứng cho bức tranh Gin Lane in năm 1751 của William Hogarth.

## 17 tháng 10 năm 1814
Vào khoảng 4:30 chiều ngày 17 tháng 10 năm 1814, George Crick, nhân viên kho của Meux, đã nhìn thấy một trong số các vòng sắt nặng 700 pound (320 kg) xung quanh thùng bị tuột ra. Chiếc thùng được lấp đầy tới cách đỉnh thùng 4 inch (10 cm) với 3.555 thùng Anh bia porter ủ trong mười tháng, nặng khoảng 32 tấn Anh (33 t). Do các vòng sắt thường bị tuột ra khỏi thùng hai hoặc ba lần một năm nên Crick không để tâm lắm. Lúc Crick thông báo với người giám sát về chuyện trên, người này đã nói với anh rằng "sẽ không có gì nguy hiểm xảy ra đâu". Crick cũng được yêu cầu viết thư cho ông Young, một hội viên của công ty, để khắc phục sự cố tuột đai.
Một giờ sau khi chiếc vòng tuột khỏi, trong khi Crick đang đứng trên chiếc bục cách cái thùng 30 foot (9,1 m) và cầm tờ giấy nhắn cho ông Young thì thùng ủ bia khi này bất ngờ nổ tung. Lực giải phóng của chất lỏng đã đánh bật van một thùng ủ bia gần đó và bắt đầu xả chất lỏng bên trong; một số thùng ủ porter khác cũng bị phá hủy, góp phần vào quy mô của cơn lũ thêm lớn hơn. Khoảng 128.000 đến 323.000 gallon Anh đã bị tuôn ra. Lực của chất lỏng nhanh chóng phá hủy bức tường phía sau nhà máy bia cao 25 foot (7,6 m) và dày hai viên gạch rưỡi. Một số viên gạch từ bức tường phía sau bị hất lên và rơi xuống mái của những ngôi nhà ở phố Great Russell gần đó.
Một làn sóng bia porter cao khoảng 15 foot (4,6 m) đã tràn vào phố New Street, phá hủy hoàn toàn hai ngôi nhà và làm hư hỏng nặng hai ngôi nhà khác. Tại một trong số những ngôi nhà trên, một bé gái bốn tuổi tên Hannah Bamfield đang uống trà với mẹ và một đứa trẻ nữa; sóng bia đã cuốn mẹ cô bé cùng đứa trẻ thứ hai ra đường còn Hannah thì qua đời. Trong ngôi nhà bị phá hủy tiếp theo, một gia đình người Ireland đang tổ chức nghi thức canh người chết cho cậu bé hai tuổi. Sau khi sóng bia ập đến, Anne Saville (mẹ của cậu bé) và bốn người đưa tang, gồm Mary Mulvey cùng đứa con trai ba tuổi, với Elizabeth Smith và Catherine Butler đã thiệt mạng. Eleanor Cooper, một nữ hầu 14 tuổi của quán pub Tavistock Arms ở phố Great Russell, cũng bị đè chết dưới bức tường sập xuống do sóng bia tác động khi đang rửa nồi tại khu sân của quán. Một đứa trẻ khác, Sarah Bates, đã được tìm thấy ở tình trạng tắt thở trong một ngôi nhà trên phố New Street. Vì khu đất xung quanh nhà máy bia là vùng trũng và bằng phẳng, do lượng chất lỏng không thể thoát ra, bia đã chảy tràn vào các hầm, là nơi ở của nhiều người, khiến người dân buộc phải trèo lên các đồ đạc để tránh bị đuối nước.
Tất cả những người trong nhà máy bia đều sống sót, mặc dù ba công nhân phải được giải cứu khỏi đống đổ nát; giám đốc và một công nhân nhà máy đã được đưa đến bệnh viện Middlesex cùng với ba người khác.

## 17 đến 19 tháng 10
Nhiều câu chuyện hậu sự cố đã được lan truyền, như việc hàng trăm người thu thập bia, uống đến say xỉn và chết vì ngộ độc vài ngày sau. Nhà sử học bia Martyn Cornell cho biết các tờ báo đương thời không đề cập đến những cuộc truy hoan hoặc số người thiệt mạng mà chỉ nói rằng mọi người đã cư xử tốt. Cornell cũng chỉ ra rằng báo chí phổ biến thời đó không thích những người Ireland nhập cư sống ở St Giles, vì vậy nếu có bất kỳ hành vi sai trái nào, nó sẽ phải được đưa tin.
Khu vực xung quanh phía sau nhà máy bia sau vụ việc đã hiện lên "cảnh tượng hoang tàn một cách tồi tệ và khủng khiếp nhất, ngang bằng với hiện trường của một cuộc hỏa hoạn hoặc động đất". Những người canh gác tại nhà máy bia đã tính phí với những người muốn đến xem tàn tích của các thùng bia bị phá hủy sau trận lụt, và có đến hàng trăm khán giả đến xem cảnh này. Những người đưa tang bị giết trong trận lũ được thực hiện một nghi thức canh người chết riêng tại nhà cộng đồng The Ship ở phố Bainbridge. Các thi thể khác được gia đình đặt ở sân gần đó; công chúng đã đến xem và quyên góp tiền để tổ chức đám tang cho họ. Số tiền quyên góp này sau một thời gian đã được lan rộng hơn.

## Điều tra
Một cuộc điều tra đã được tổ chức tại trại tế bần của giáo xứ St Giles vào ngày 19 tháng 10 năm 1814; George Hodgson, nhân viên điều tra của quận Middlesex, là người giám sát quá trình tố tụng. Thông tin chi tiết về các nạn nhân như sau:
- Eleanor Cooper, 14 tuổi
- Mary Mulvey, 30 tuổi
- Thomas Murry, 3 tuổi (con trai của Mary Mulvey)
- Hannah Bamfield, 4 tuổi 4 tháng
- Sarah Bates, 3 tuổi 5 tháng
- Ann Saville, 60 tuổi
- Elizabeth Smith, 27 tuổi
- Catherine Butler, 65 tuổi

Hodgson đã đưa những bồi thẩm viên đến hiện trường của sự cố, và họ xem nhà máy bia cùng số thi thể trước khi lấy cung từ các nhân chứng. Nhân chứng đầu tiên là George Crick, đã chứng kiến toàn bộ sự kiện xảy ra; anh trai của ông cũng là một trong những người bị thương tại nhà máy bia. Crick nói rằng vòng sắt quanh thùng thường tuột ra ba hoặc bốn lần một năm, nhưng trước đó lại không có bất kỳ vấn đề hay dấu hiệu nào xảy ra. Các bồi thẩm viên cũng được nghe lời khai từ Richard Hawse – chủ sở hữu Tavistock Arms đồng thời là chủ của cô hầu gái đã thiệt mạng trong vụ tai nạn – và một số người khác. Sau cùng, bồi thẩm đoàn đã đưa ra phán quyết rằng tám nạn nhân trên mất mạng "một cách tình cờ, vô tình và bất hạnh".

## Hệ quả
Do cuộc điều tra kết luận đây là một sự cố nằm ngoài tầm kiểm soát nên Meux & Co không phải chịu trách nhiệm bồi thường. Tuy nhiên, số lượng bia porter thất thoát, các tòa nhà bị hư hỏng và việc thay thùng mới khiến công ty phải chịu thiệt hại 23.000 bảng Anh. Sau một bản kiến nghị riêng lên Nghị viện, cơ quan đánh thuế đã hoàn trả khoảng 7.250 bảng Anh từ tiền thuế tiêu thụ đặc biệt, cứu doanh nghiệp khỏi nguy cơ phá sản.
Nhà máy bia Horse Shoe đã hoạt động trở lại ngay sau đó, nhưng lại đóng cửa vào năm 1921 khi Meux chuyển hoạt động sản xuất của họ đến nhà máy bia Nine Elms ở Wandsworth mà công ty đã mua vào năm 1914. Tại thời điểm dừng hoạt động, khu đất nhà máy rộng 103.000 foot vuông (9.600 m2). Nhà máy bia bị phá bỏ vào năm sau và Nhà hát Dominion được xây dựng trên khu đất này. Meux & Co đã được thanh lý vào năm 1961. Sau vụ tai nạn, các thùng gỗ lớn bị loại bỏ dần trong ngành sản xuất bia và thay thế bằng những thùng lót bằng bê tông và kim loại.

### Sách
- Beames, Thomas (1852). The Rookeries of London: Past, Present and Prospective [Những khu ổ chuột của Luân Đôn: quá khứ, hiện tại và sau này] (bằng tiếng Anh). Luân Đôn: T. Bosworth. OCLC 828478078. Bản gốc lưu trữ ngày 6 tháng 10 năm 2022. Truy cập ngày 6 tháng 10 năm 2022.
- Brinch Kissmeyer, Anders; Garrett, Oliver (2012). "Fermentation vessels". Trong Garrett, Oliver (biên tập). The Oxford Companion to Beer [Người bạn đồng hành của Oxford với bia] (bằng tiếng Anh). New York: Oxford University Press. doi:10.1093/acref/9780195367133.001.0001. ISBN 978-0-19-536713-3. Bản gốc lưu trữ ngày 6 tháng 10 năm 2022. Truy cập ngày 6 tháng 10 năm 2022.
- Clarkson, Janet (2014). Food History Almanac: Over 1,300 Years of World Culinary History, Culture and Social Influence [Nhật ký lịch sử ẩm thực: hơn 1.300 năm lịch sử ẩm thực thế giới, văn hóa và ảnh hưởng xã hội] (bằng tiếng Anh). Lanham, Maryland: Rowman & Littlefield. ISBN 978-1-4422-2715-6.
- Cornell, Martyn (2010). Amber, Gold and Black: The History of Britain's Great Beers [Hổ phách, vàng và đen: lịch sử các loại bia lớn của Anh] (bằng tiếng Anh). Stroud, Gloucestershire: The History Press. ISBN 978-0-7524-5567-9.
- Dornbusch, Horst; Garrett, Oliver (2012). "Porter". Trong Garrett, Oliver (biên tập). The Oxford Companion to Beer [Người bạn đồng hành của Oxford với bia] (bằng tiếng Anh). New York: Oxford University Press. doi:10.1093/acref/9780195367133.001.0001. ISBN 978-0-19-536713-3. Bản gốc lưu trữ ngày 6 tháng 10 năm 2022. Truy cập ngày 6 tháng 10 năm 2022.
- Foster, Terry (1992). Porter (bằng tiếng Anh). Boulder, Colorado: Brewers Publications. ISBN 978-0-9373-8128-1.
- Glover, Brian (2012). The Lost Beers & Breweries of Britain [Những loại bia và nhà máy bia đã mất của Anh] (bằng tiếng Anh). Stroud, Gloucestershire: Amberley Publishing. ISBN 978-1-4456-2049-7.
- Henderson, W. O. (2005). Industrial Britain Under the Regency, 1814-18: The Diaries of Escher, Bodmer, May and de Gallois 1814-18 [Nền công nghiệp của nước Anh dưới thời nhiếp chính, 1814-18: Nhật ký của Escher, Bodmer, May và de Gallois 1814-18] (bằng tiếng Anh). Abingdon, Oxfordshire: Routledge. ISBN 978-0-415-38220-5. Bản gốc lưu trữ ngày 6 tháng 10 năm 2022. Truy cập ngày 6 tháng 10 năm 2022.
- Hornsey, Ian S. (2007). A History of Beer and Brewing [Lịch sử của bia và lên men bia] (bằng tiếng Anh). Luân Đôn: Hội Hóa học Hoàng gia. ISBN 978-1-84755-002-6. Bản gốc lưu trữ ngày 6 tháng 10 năm 2022. Truy cập ngày 6 tháng 10 năm 2022.
- Mayhew, Henry (1862). London Labour and the London Poor [Người lao động và người nghèo ở Luân Đôn] (bằng tiếng Anh). Quyển 4. Luân Đôn: Charles Griffin & Co. OCLC 633789935. Bản gốc lưu trữ ngày 6 tháng 10 năm 2022. Truy cập ngày 6 tháng 10 năm 2022.
- Overall, William Henry (1870). The Dictionary of Chronology, Or Historical and Statistical Register [Từ điển niên đại, hoặc sổ đăng ký lịch sử và thống kê] (bằng tiếng Anh). Luân Đôn: William Tegg.
- Protz, Roger (2012). Oliver, Garrett (biên tập). The Oxford Companion to Beer [Người bạn đồng hành của Oxford với bia] (bằng tiếng Anh). New York: Oxford University Press. doi:10.1093/acref/9780195367133.001.0001. ISBN 978-0-19-536713-3. Bản gốc lưu trữ ngày 6 tháng 10 năm 2022. Truy cập ngày 6 tháng 10 năm 2022.
- Richmond, Lesley; Turton, Alison (1990). The Brewing Industry: A Guide to Historical Records [Ngành sản xuất bia: hướng dẫn ghi chép lịch sử] (bằng tiếng Anh). Manchester: Manchester University Press. ISBN 978-0-7190-3032-1. Bản gốc lưu trữ ngày 6 tháng 10 năm 2022. Truy cập ngày 6 tháng 10 năm 2022.

#### Tạp chí
- Kirkland, Richard (Mùa xuân 2012). "Reading the Rookery: The Social Meaning of an Irish Slum in Nineteenth-Century London" [Tìm hiểu về "Rookery": Ý nghĩa xã hội của một khu ổ chuột Ireland ở Luân Đôn thế kỷ 19]. New Hibernia Review / Iris Éireannach Nua (bằng tiếng Anh). Quyển 16 số 1. tr. 16–30. doi:10.1353/nhr.2012.0000. JSTOR 23266637. S2CID 144980722.

#### Báo
- "Accident at Meux's Brewhouse" [Sự cố tại nhà máy bia Meux]. Morning Chronicle (bằng tiếng Anh). ngày 20 tháng 10 năm 1814. tr. 3.
- "Coroner's Inquest" [Điều tra của các điều tra viên]. Kentish Gazette (bằng tiếng Anh). ngày 25 tháng 10 năm 1814. tr. 3.
- "Dreadful Accident" [Tai nạn kinh hoàng]. The Morning Post (bằng tiếng Anh). ngày 19 tháng 10 năm 1814. tr. 3.
- "The Catastrophe at Mr Meux's" [Thảm họa tại Meux]. The Morning Post (bằng tiếng Anh). ngày 20 tháng 10 năm 1814. tr. 3.
- "The Catastrophe at Mr Meux's" [Thảm họa tại Meux]. The Morning Post (bằng tiếng Anh). ngày 21 tháng 10 năm 1814. tr. 3.
- "Dreadful Accident" [Tai nạn kinh hoàng]. Evening Mail (bằng tiếng Anh). ngày 19 tháng 10 năm 1814. tr. 3.
- "Dreadful Accident at H. Meux & Co's Brewhouse" [Tai nạn kinh hoàng tại Nhà máy bia Meux & Co]. Caledonian Mercury (bằng tiếng Anh). ngày 24 tháng 10 năm 1814. tr. 2.
- "Dreadful Accident at H. Meux & Co's Brewhouse" [Tai nạn kinh hoàng tại Nhà máy bia Meux & Co]. London Courier and Evening Gazette (bằng tiếng Anh). ngày 24 tháng 10 năm 1814. tr. 2.
- "Dreadful Accident at H. Meux & Co's Brewhouse" [Tai nạn kinh hoàng tại Nhà máy bia Meux & Co]. The Times (bằng tiếng Anh). ngày 20 tháng 10 năm 1814. tr. 3.
- "Dreadful Accident at H. Meux & Co's Brewhouse" [Tai nạn kinh hoàng tại Nhà máy bia Meux & Co]. Northampton Mercury (bằng tiếng Anh). ngày 22 tháng 10 năm 1814. tr. 3.
- "The Estate Market" [Thị trường bất động sản]. The Times (bằng tiếng Anh). ngày 23 tháng 2 năm 1922. tr. 22.
- Tingle, Rory (ngày 17 tháng 10 năm 2014). "What really happened in the London Beer Flood 200 years ago?" [Điều gì đã thực sự xảy ra tại trận lụt bia Luân Đôn 200 năm trước?]. The Independent (bằng tiếng Anh). Bản gốc lưu trữ ngày 6 tháng 10 năm 2022. Truy cập ngày 6 tháng 10 năm 2022.
- Urban, Sylvanus (1814). The Gentleman's Magazine: And Historical Chronicle. From July To December 1814 [The Gentleman's Magazine: và lịch sử tạp chí. Từ tháng 7 đến tháng 12 năm 1814.] (bằng tiếng Anh). Quyển LXXXIV. Luân Đôn: Nichols. Bản gốc lưu trữ ngày 6 tháng 10 năm 2022. Truy cập ngày 6 tháng 10 năm 2022.
- Hoàng Trang (ngày 28 tháng 1 năm 2016). ""Trận lũ bia" càn quét London năm 1814". Báo Tin tức. Thông tấn xã Việt Nam. Lưu trữ bản gốc ngày 6 tháng 10 năm 2022. Truy cập ngày 6 tháng 10 năm 2022.

#### Internet
- Clark, Gregory (2018). "The Annual RPI and Average Earnings for Britain, 1209 to Present (New Series)" [Chỉ số giá tiêu dùng và thu nhập trung bình của nước Anh từ 1209 đến nay (series mới)] (bằng tiếng Anh). MeasuringWorth. Bản gốc lưu trữ ngày 17 tháng 12 năm 2017. Truy cập ngày 6 tháng 10 năm 2022.{{Chú thích web}}:  Quản lý CS1: bot: trạng thái URL ban đầu không rõ (liên kết)
- "'A real beer tsunami'. Remembering the big British beer flood of October, 1814 with brewing historian Martyn Cornell" ['Một cơn sóng thần bia có thật'. Nhớ lại về trận lụt lớn ở Anh vào tháng 10 năm 1814 với nhà sử học bia Martyn Cornell] (bằng tiếng Anh). Canadian Broadcasting Corporation. ngày 17 tháng 10 năm 2014. Bản gốc lưu trữ ngày 3 tháng 10 năm 2022. Truy cập ngày 6 tháng 10 năm 2022.{{Chú thích web}}:  Quản lý CS1: bot: trạng thái URL ban đầu không rõ (liên kết)

- Eschner, Kat (ngày 4 tháng 8 năm 2017). "This 1814 Beer Flood Killed Eight People" [Trận lụt bia vào năm 1814 này đã giết chết tám người] (bằng tiếng Anh). Viện Smithsonian. Bản gốc lưu trữ ngày 4 tháng 10 năm 2022. Truy cập ngày 6 tháng 10 năm 2022.{{Chú thích web}}:  Quản lý CS1: bot: trạng thái URL ban đầu không rõ (liên kết)
- Johnson, Ben. "The London Beer Flood of 1814" [Trận lụt bia Luân Đôn năm 1814] (bằng tiếng Anh). Historic UK. Bản gốc lưu trữ ngày 3 tháng 10 năm 2022. Truy cập ngày 6 tháng 10 năm 2022.{{Chú thích web}}:  Quản lý CS1: bot: trạng thái URL ban đầu không rõ (liên kết)

- Klein, Christopher (ngày 17 tháng 10 năm 2014). "The London Beer Flood" [Trận lụt bia Luân Đôn] (bằng tiếng Anh). History.com. Bản gốc lưu trữ ngày 29 tháng 9 năm 2019. Truy cập ngày 6 tháng 10 năm 2022.{{Chú thích web}}:  Quản lý CS1: bot: trạng thái URL ban đầu không rõ (liên kết)

- "The London Beer Flood" [Trận lụt bia Luân Đôn] (bằng tiếng Anh). The History Press. Bản gốc lưu trữ ngày 29 tháng 9 năm 2022. Truy cập ngày 6 tháng 10 năm 2022.{{Chú thích web}}:  Quản lý CS1: bot: trạng thái URL ban đầu không rõ (liên kết)
- Makepeace, Margaret (ngày 17 tháng 10 năm 2015). "The London Beer Flood 1814" [Trận lụt bia Luân Đôn năm 1814] (bằng tiếng Anh). Thư viện Anh. Bản gốc lưu trữ ngày 6 tháng 10 năm 2022. Truy cập ngày 6 tháng 10 năm 2022.
- "UCL Bloomsbury Project: Dyott Street" [Dự án UCL Bloomsbury: phố Dyott] (bằng tiếng Anh). Đại học Luân Đôn. Bản gốc lưu trữ ngày 4 tháng 10 năm 2022. Truy cập ngày 6 tháng 10 năm 2022.{{Chú thích web}}:  Quản lý CS1: bot: trạng thái URL ban đầu không rõ (liên kết)
- "UCL Bloomsbury Project: New Street" [Dự án UCL Bloomsbury: phố New Street] (bằng tiếng Anh). Đại học Luân Đôn. Bản gốc lưu trữ ngày 3 tháng 10 năm 2022. Truy cập ngày 6 tháng 10 năm 2022.{{Chú thích web}}:  Quản lý CS1: bot: trạng thái URL ban đầu không rõ (liên kết)